# Suillia affinis
Suillia affinis – gatunek muchówki z rodziny błotniszkowatych.
Gatunek ten opisany został w 1830 roku przez Johanna Wilhelma Meigena jako Helomyza affinis.
Muchówka o ciele długości od 5 do 6,5 mm. Czułki jej mają pierzasto owłosioną aristę, przy czym długość włosków w części nasadowej aristy jest nie mniejsza niż szerokość trzeciego członu czułków. Tułów jej cechują: jasne i ledwie widoczne owłosienie propleurów, episternity przedtułowia owłosione ponad nasadami przednich bioder, brak szczecinek barkowych, nagie pteropleury i mezopleury, całkiem zarośnięty włoskami dysk tarczki oraz brak włosków zatarczkowych. U samca przednia para odnóży nie ma kolca w wierzchołkowej okolicy spodu pierwszego członu stopy, a środkowa para ma grube szczecinki w nasadowej okolicy spodu uda. Odwłok samicy wyróżnia się siódmym sternitem o przedniej krawędzi krótszej niż boczne i owłosieniu obecnym na ponad połowie powierzchni.
Owad znany z Portugalii, Hiszpanii, Andory, Irlandii, Wielkiej Brytanii, Francji, Belgii, Holandii, Niemiec, Danii, Szwecji, Norwegii, Szwajcarii, Austrii, Włoch, Polski, Litwy, Czech, Słowacji, Węgier, Chorwacji, Ukrainy, Rumunii, Bułgarii, Grecji, Bliskiego Wschodu i Rosji od okolic Sankt Petersburga, przez Kaukaz po Kraj Nadmorski.

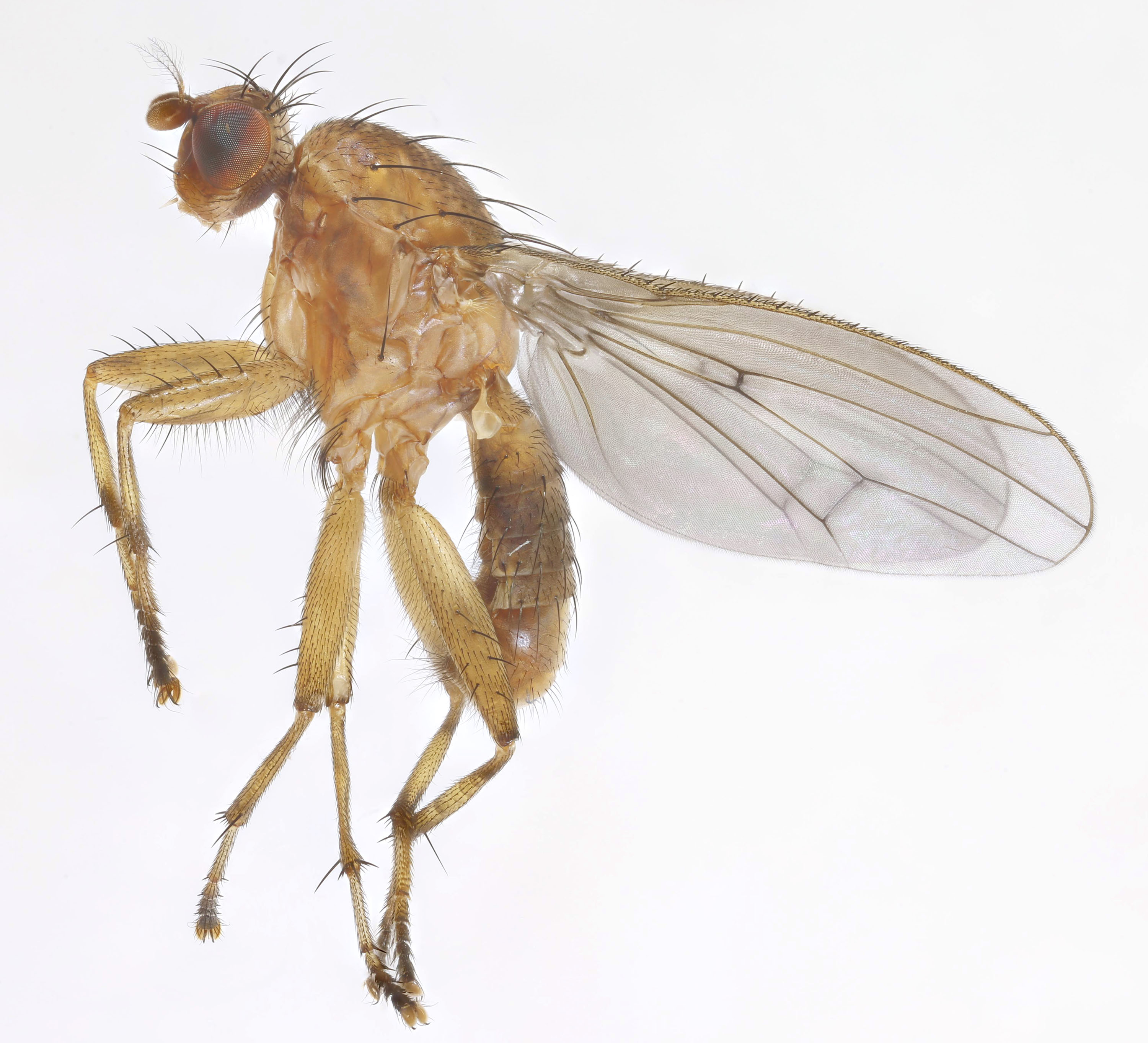
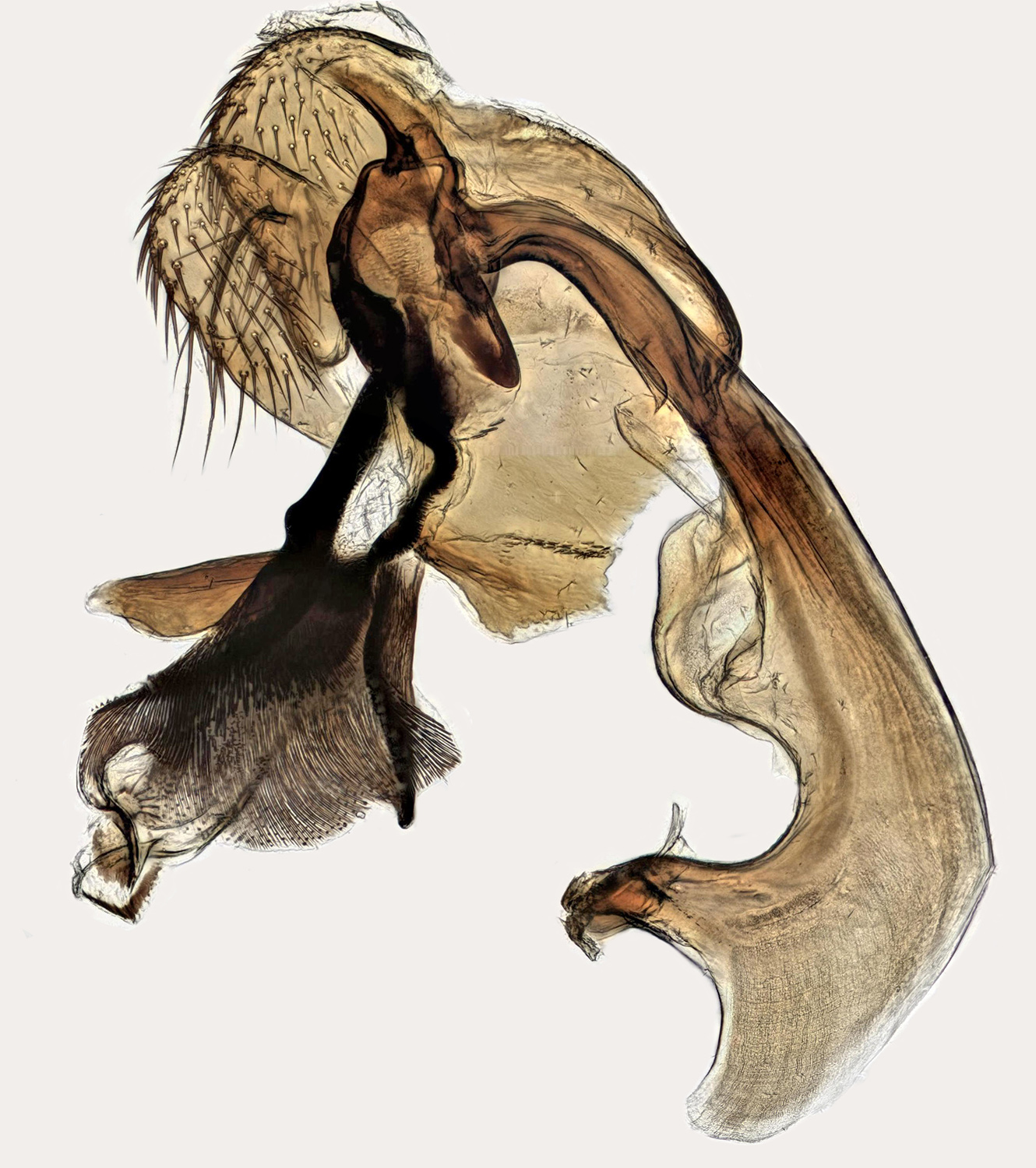
Aparat kopulacyjny samca
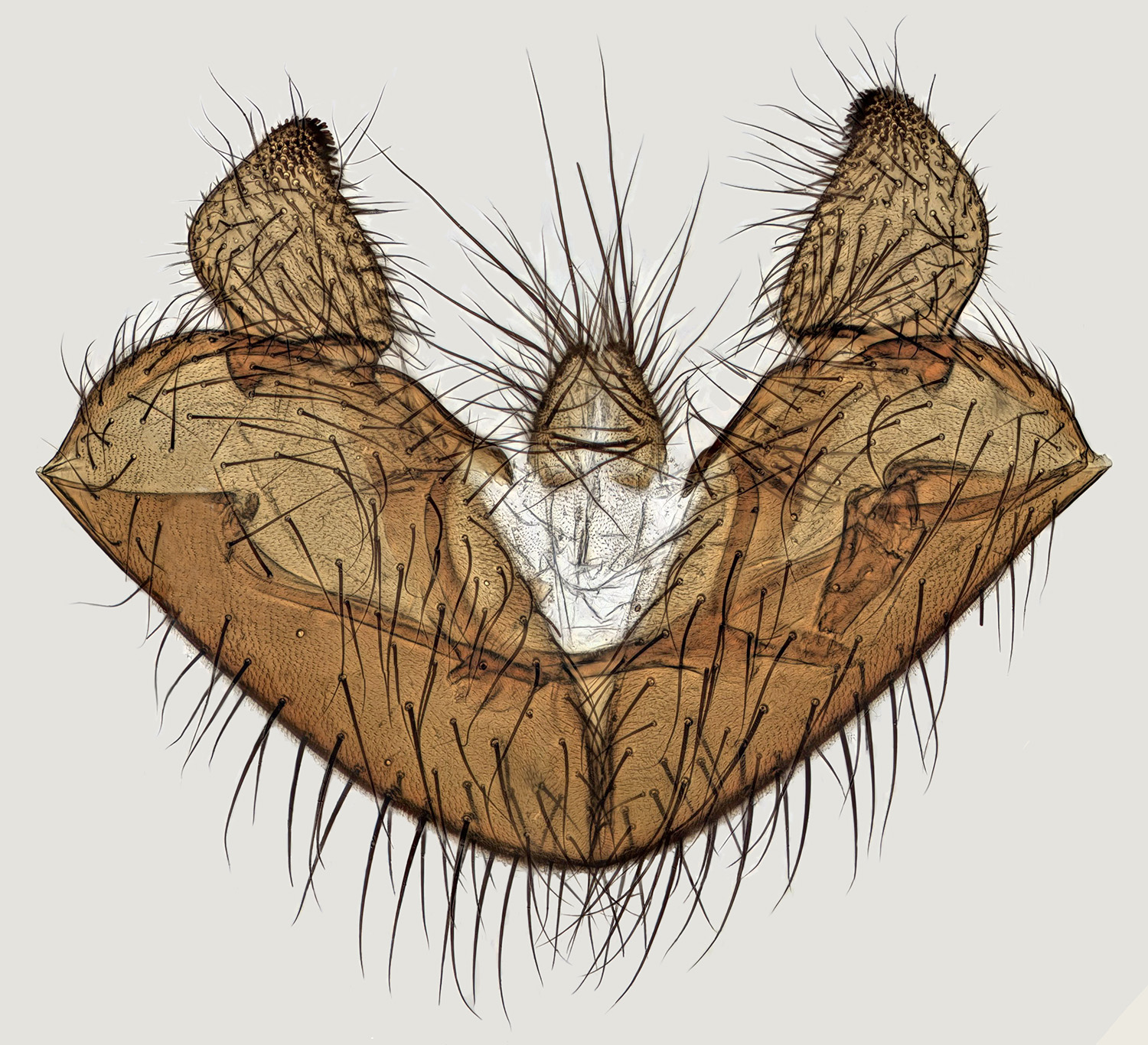
Genitalia samca